# Vladislav Knotko-Shterk
Vladislav Knotko-Shterk (tiếng Belarus: Уладзіслаў Кнацько-Штэрк; tiếng Nga: Владислав Кнотько-Штерк; sinh 1 tháng 7 năm 1995) là một cầu thủ bóng đá Belarus. Tính đến năm 2017, anh thi đấu cho Krumkachy Minsk.